# Oxynoemacheilus
Oxynoemacheilus este un gen de pești din familia Nemacheilidae, întâlniți în Europa și Asia de Vest.

## Specii
Există 51 de specii recunoscute care aparțin acestui gen:
- Oxynoemacheilus anatolicus Erk'Akan, Özeren & Nalbant, 2008
- Oxynoemacheilus angorae (Steindachner, 1897)
- Oxynoemacheilus araxensis (Bănărescu & Nalbant, 1978)
- Oxynoemacheilus argyrogramma (Heckel, 1847)
- Oxynoemacheilus atili Erk'Akan, 2012[3]
- Oxynoemacheilus banarescui (Delmastro, 1982)
- Oxynoemacheilus bergianus (Derjavin, 1934)
- Oxynoemacheilus brandtii (Kessler, 1877)
- Oxynoemacheilus bureschi (Drensky, 1928)
- Oxynoemacheilus ceyhanensis (Erk'Akan, Nalbant & Özeren, 2007)
- Oxynoemacheilus chomanicus Kamangar, Prokofiev, Ghaderi & Nalbant, 2014[4]
- Oxynoemacheilus cinicus (Erk'Akan, Nalbant & Özeren, 2007)
- Oxynoemacheilus cyri (L. S. Berg, 1910)
- Oxynoemacheilus ercisianus (Erk'Akan & Kuru, 1986)
- Oxynoemacheilus erdali (Erk'Akan, Nalbant & Özeren, 2007)
- Oxynoemacheilus eregliensis (Bănărescu & Nalbant, 1978)
- Oxynoemacheilus evreni (Erk'Akan, Nalbant & Özeren, 2007)
- Oxynoemacheilus frenatus (Heckel, 1843)
- Oxynoemacheilus galilaeus (Günther, 1864)
- Oxynoemacheilus germencicus (Erk'Akan, Nalbant & Özeren, 2007)
- Oxynoemacheilus hamwii (Krupp & W. Schneider, 1991)
- Oxynoemacheilus hazarensis Freyhof & Özuluğ, 2017
- Oxynoemacheilus insignis (Heckel, 1843)
- Oxynoemacheilus karunensis Freyhof, 2016[5]
- Oxynoemacheilus kaynaki Erk'Akan, Özeren & Nalbant, 2008
- Oxynoemacheilus kiabii Golzarianpour, Abdoli & Freyhof, 2011[6]
- Oxynoemacheilus kosswigi (Erk'Akan & Kuru, 1986)
- Oxynoemacheilus kurdistanicus Kamangar, Prokofiev, Ghaderi & Nalbant, 2014[4]
- Oxynoemacheilus lenkoranensis (Abdurakhmanov, 1962)
- Oxynoemacheilus leontinae (Lortet, 1883)
- Oxynoemacheilus longipinnis (Coad & Nalbant, 2005)[7]
- Oxynoemacheilus mediterraneus (Erk'Akan, Nalbant & Özeren, 2007)
- Oxynoemacheilus merga (Krynicki, 1840)
- Oxynoemacheilus mesudae Erk'Akan, 2012[3]
- Oxynoemacheilus namiri (Krupp & W. Schneider, 1991)
- Oxynoemacheilus panthera (Heckel, 1843)
- Oxynoemacheilus parvinae Sayyadzadeh, Eagderi & Esmaeili, 2016[8]
- Oxynoemacheilus paucilepis (Erk'Akan, Nalbant & Özeren, 2007)
- Oxynoemacheilus persa (Heckel, 1847)
- Oxynoemacheilus phoxinoides (Erk'Akan, Nalbant & Özeren, 2007)
- Oxynoemacheilus pindus (Economidis, 2005)
- Oxynoemacheilus samanticus (Bănărescu & Nalbant, 1978)
- Oxynoemacheilus seyhanensis (Bănărescu, 1968)
- Oxynoemacheilus seyhanicola (Erk'Akan, Nalbant & Özeren, 2007)
- Oxynoemacheilus shehabi Freyhof & Geiger, 2021[9]
- Oxynoemacheilus simavicus (Balık & Bănărescu, 1978)
- Oxynoemacheilus theophilii Stoumboudi, Kottelat & Barbieri, 2006
- Oxynoemacheilus tigris (Heckel, 1843)
- Oxynoemacheilus tongiorgii (Nalbant & Bianco, 1998)
- Oxynoemacheilus zagrosensis Kamangar, Prokofiev, Ghaderi & Nalbant, 2014[4]